# Championnats du monde de cyclo-cross 1997
Navigation
Édition précédente Édition suivante
Les championnats du monde de cyclo-cross 1997 ont lieu les 1er et 2 février 1997 à Munich en Allemagne. Trois épreuves masculines sont au programme. 

## Podiums
| Épreuves        | Or              | Argent              | Bronze           |
| --------------- | --------------- | ------------------- | ---------------- |
| Élites          | Daniele Pontoni | Thomas Frischknecht | Luca Bramati     |
| Moins de 23 ans | Sven Nys        | Bart Wellens        | Christophe Morel |
| Juniors         | David Rusch     | Stefano Toffoletti  | Steffen Weigold  |

## Résultats

### Classement des élites
| Pos. | Cycliste               | Pays      | Temps     |
| ---- | ---------------------- | --------- | --------- |
|      | Daniele Pontoni        | Italie    | 1:00:40 h |
|      | Thomas Frischknecht    | Suisse    | + 0:23    |
|      | Luca Bramati           | Italie    | + 0:23    |
| 4    | Adrie van der Poel     | Pays-Bas  | + 0:35    |
| 5    | Wim de Vos             | Pays-Bas  | + 0:53    |
| 6    | Erwin Vervecken        | Belgique  | + 1:13    |
| 7    | Franz-Josef Nieberding | Allemagne | + 1:25    |
| 8    | Beat Wabel             | Suisse    | + 1:39    |
| 9    | Dieter Runkel          | Suisse    | + 1:39    |
| 10   | Peter Van Santvliet    | Belgique  | + 2:04    |

### Classement des moins de 23 ans
| Pos. | Cycliste          | Pays     | Temps       |
| ---- | ----------------- | -------- | ----------- |
|      | Sven Nys          | Belgique | 53 min 25 s |
|      | Bart Wellens      | Belgique | + 0:22      |
|      | Christophe Morel  | France   | + 0:38      |
| 4    | Miguel Martinez   | France   | + 0:58      |
| 5    | Gretenius Gommers | Pays-Bas | + 1:27      |
| 6    | Elvis Zucci       | Italie   | + 1:33      |
| 7    | Guillaume Benoist | France   | + 1:37      |
| 8    | Gerben de Knegt   | Pays-Bas | + 1:45      |
| 9    | Zdeněk Mlynář     | Tchéquie | + 1:46      |
| 10   | David Willemsens  | Belgique | + 1:47      |

### Classement des juniors
| Pos. | Cycliste           | Pays      | Temps       |
| ---- | ------------------ | --------- | ----------- |
|      | David Rusch        | Suisse    | 46 min 14 s |
|      | Stefano Toffoletti | Italie    | + 0:05      |
|      | Steffen Weigold    | Allemagne | + 0:06      |
| 4    | Nicolas Dieudonné  | France    | + 0:08      |
| 5    | Torsten Hiekmann   | Allemagne | + 0:11      |
| 6    | John Gadret        | France    | + 0:12      |
| 7    | Thomas Lecuyer     | France    | + 0:25      |
| 8    | Andrew Vancoillie  | Belgique  | + 1:14      |
| 9    | Davy Commeyne      | Belgique  | + 1:22      |
| 10   | Wilant van Gils    | Pays-Bas  | + 1:30      |

## Tableau des médailles
| Rang | Nation    | Or | Argent | Bronze | Total |
| ---- | --------- | -- | ------ | ------ | ----- |
| 1    | Italie    | 1  | 1      | 1      | 3     |
| 2    | Belgique  | 1  | 1      | 0      | 2     |
| 2    | Suisse    | 1  | 1      | 0      | 2     |
| 4    | France    | 0  | 0      | 1      | 1     |
| 4    | Allemagne | 0  | 0      | 1      | 1     |